# XVIII Giochi panamericani
I XVIII Giochi panamericani sono una manifestazione multisportiva che si è tenuta dal 26 luglio all'11 agosto 2019, a Lima, in Perù.

## Assegnazione

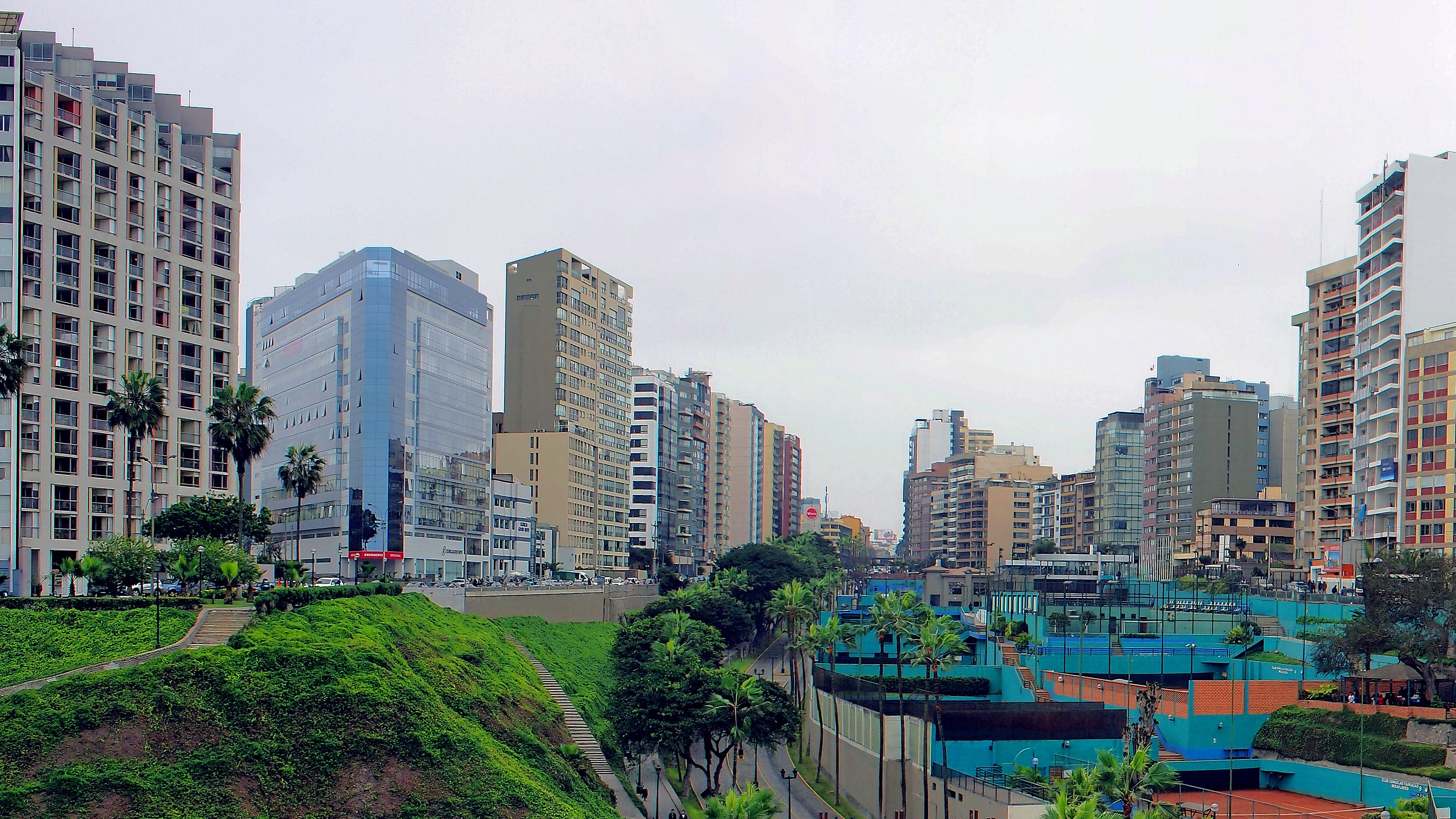
Vista della Città moderna di Lima.

Per la diciottesima edizione dei Giochi panamericani quattro città proposero la loro candidatura. Le 4 città, Lima, Ciudad Bolívar, Santiago del Cile e La Punta furono annunciate ufficialmente il 1º febbraio 2013. Lima aveva proposto la sua candidatura per la seconda volta consecutiva dopo la sconfitta per l'edizione del 2015. Santiago del Cile si era già aggiudicata le edizioni 1975 e del 1987, ma si era ritirata entrambe le volte prima di ospitare i giochi, aveva proposto la candidatura per l'edizione del 2019. Ciudad Bolívar e La Punta invece proposero la loro candidatura per la prima volta. L'11 ottobre 2013 i membri della PASO si riuniro a Toronto per l'assegnaziome della città ospitante: alla fine della seduta Lima è stata scelta come città ospitante.
| Città             | CON       | 1º Giro |
| Lima              | Perù      | 31      |
| La Punta          | Argentina | 9       |
| Santiago del Cile | Cile      | 9       |
| Ciudad Bolívar    | Venezuela | 8       |

## Sedi di gara

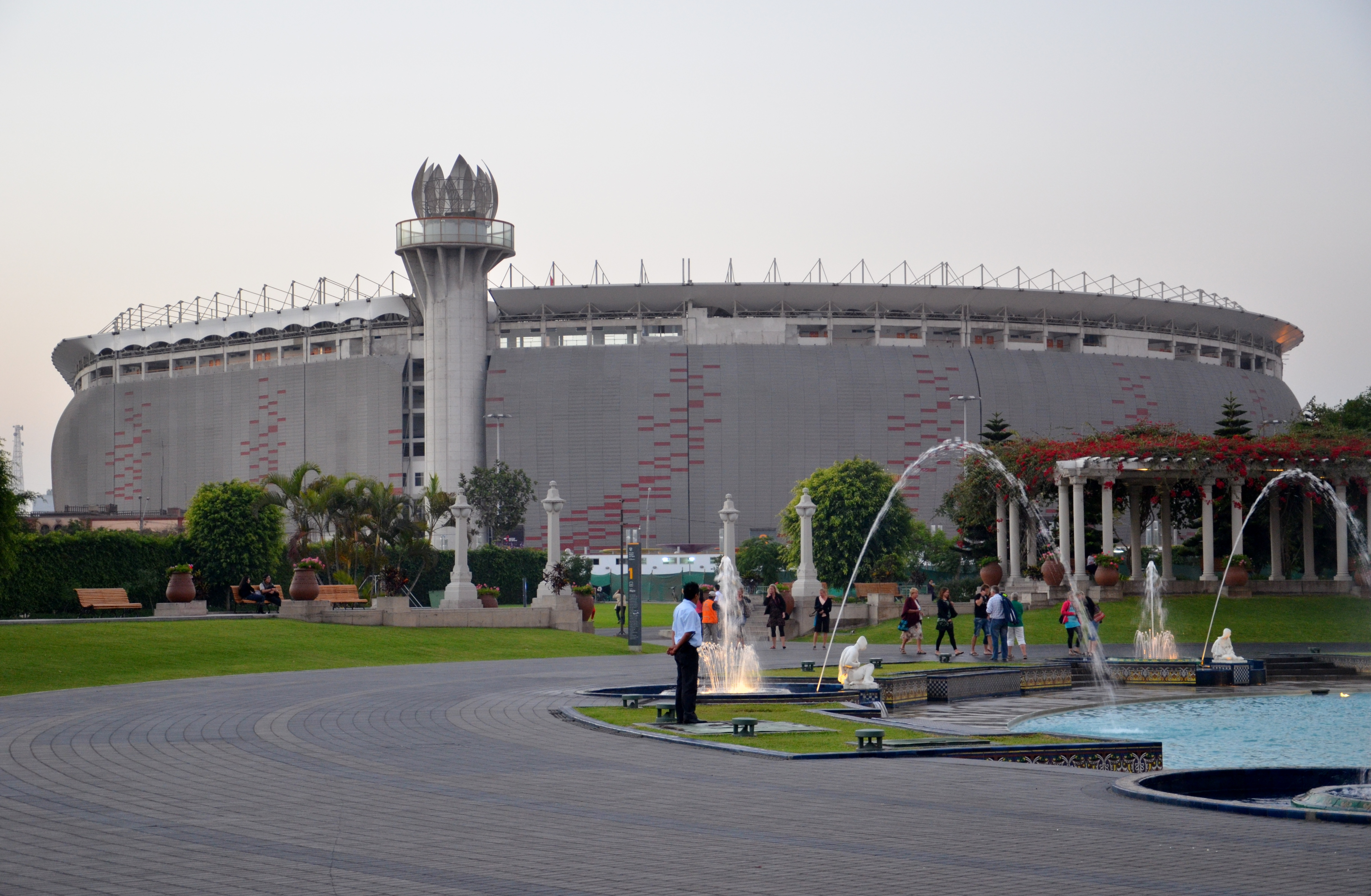
L'Estadio Nacional di Lima.

Le spese totali per la preparazione dei Giochi sono state di circa 1.200 milioni di dollari, 470 milioni di dollari per le infrastrutture sportive, 180 milioni per la Villa Panamericana, 430 milioni di dollari di costi organizzativi e 106 milioni di spese impreviste.
Il comitato organizzatore di Lima 2019 ha istituito un totale di 21 strutture e impianti sportivi per la realizzazione dei Giochi nella città di Lima.
L'Estadio Nacional del Perú, che ha la capienza di 50.000 spettatori, ha ospitato le cerimonie di apertura e chiusura dei Giochi, mentre l'Estadio Universidad San Marcos ha ospitato gli incontri di calcio. Diversi eventi si sono svolti dentro alla Villa Deportiva Nacional VIDENA, tra cui l'Atletica leggera nel suo stadio da 10.000 posti, il Centro acquatico che ha ospitato gli sport acquatici, il velodromo per il ciclismo su pista e varie strutture per sport come squash, bowling, pallamano, judo e altri. Nel distretto di Villa María del Triunfo si sono invece disputate le gare di baseball, softball, hockey su prato, pallanuoto e tiro con l'arco. Gli incontri di pallacanestro si sono disputati al Coliseo Eduardo Dibós, dalla capienza di 4.600 spettatori, mentre la pallavolo si è disputata al Polideportivo Callao, situato nell'omonima città portuaria a ovest di Lima. Le gare di vela si sono disputate nella baia di Paracas, 260 km a sud di Lima.

## I Giochi

### Paesi partecipanti
| - Antigua e Barbuda (ANT) - Argentina (ARG) - Aruba (ARU) - Bahamas (BAH) - Barbados (BAR) - Belize (BIZ) - Bermuda (BER) - Bolivia (BOL) - Brasile (BRA) - Canada (CAN) - Cile (CHI) - Colombia (COL) - Costa Rica (CRC) - Cuba (CUB) | - Dominica (DMA) - Ecuador (ECU) - El Salvador (ESA) - Stati Uniti (USA) - Grenada (GRN) - Guatemala (GUA) - Guyana (GUY) - Haiti (HAI) - Honduras (HON) - Isole Cayman (CAY) - Isole Vergini Britanniche (IVB) - Isole Vergini Americane (ISV) - Giamaica (JAM) - Messico (MEX) | - Nicaragua (NCA) - Panama (PAN) - Paraguay (PAR) - Perù (PER) - Porto Rico (PUR) - Rep. Dominicana (DOM) - Saint Kitts e Nevis (SKN) - Saint Vincent e Grenadine (VIN) - Saint Lucia (LCA) - Suriname (SUR) - Trinidad e Tobago (TRI) - Uruguay (URU) - Venezuela (VEN) |

## Sport
Rispetto alla precedente edizione sono stati aggiunti tre sport: la pelota basca, il surf e il bodybuilding (annunciato nel novembre 2016).
Dopo che il Comitato Olimpico Internazionale (CIO) ha annunciato l'aggiunta dello skateboard e della arrampicata sportiva come sport per i Giochi della XXXII Olimpiade, le due discipline sono state aggiunte nella lista delle discipline presenti all'edizione. Tuttavia, l'arrampicata sportiva è stata esclusa perché non aveva il numero richiesto di federazioni nazionali nelle Americhe per poter essere inclusa. Lo skateboard invece è stato ritirato dal programma a maggio 2019, perché l'Organizzazione Sportiva Panamericana ha lamentato che la World Skate, organismo di vertice dello skateboard, aveva diminuito la qualità dell'evento non avendo reso i Giochi panamericani un evento valido per le qualificazioni ai Giochi olimpici ed il partner Street League Skateboarding (SLS) aveva programmato World Tour a Los Angeles, in conflitto diretto con i Giochi.
- Atletica leggera (dettagli)
- Badminton (dettagli)
- Baseball (dettagli)
- Beach volley (dettagli)
- Bodybuilding (dettagli)
- Bowling (dettagli)
- Calcio (dettagli)
- Canottaggio (dettagli)
- Canoa/kayak (dettagli)
- Ciclismo (dettagli)
- Equitazione (dettagli)
- Ginnastica (dettagli)
- Golf (dettagli)
- Hockey su prato (dettagli)
- Judo (dettagli)

- Karate (dettagli)
- Lotta (dettagli)
- Nuoto (dettagli)
- Nuoto sincronizzato (dettagli)
- Pallacanestro (dettagli)
- Pallamano (dettagli)
- Pallanuoto (dettagli)
- Pallavolo (dettagli)
- Pattinaggio a rotelle (dettagli)
- Pelota basca (dettagli)
- Pentathlon moderno (dettagli)
- Pugilato (dettagli)
- Racquetball (dettagli)
- Rugby a 7 (dettagli)
- Scherma (dettagli)

- Sci nautico (dettagli)
- Surf (dettagli)
- Softball (dettagli)
- Sollevamento pesi (dettagli)
- Squash (dettagli)
- Taekwondo (dettagli)
- Tennis (dettagli)
- Tennistavolo (dettagli)
- Tiro (dettagli)
- Tiro con l'arco (dettagli)
- Triathlon (dettagli)
- Tuffi (dettagli)
- Vela (dettagli)

## Calendario
| A | Cerimonia di apertura |  | Competizioni |  | Finali | C | Cerimonia di chiusura |

| Luglio/agosto         | Luglio/agosto         | M 24 | G 25 | V 26 | S 27 | D 28 | L 29 | M 30 | M 31 | G 1 | V 2 | S 3 | D 4 | L 5 | M 6 | M 7 | G 8 | V 9 | S 10 | D 11 | Totale |
| --------------------- | --------------------- | ---- | ---- | ---- | ---- | ---- | ---- | ---- | ---- | --- | --- | --- | --- | --- | --- | --- | --- | --- | ---- | ---- | ------ |
| Cerimonie             | Cerimonie             |      |      | A    |      |      |      |      |      |     |     |     |     |     |     |     |     |     |      | C    |        |
| Atletica leggera      | Atletica leggera      |      |      |      | 2    |      |      |      |      |     |     |     | 2   |     | 5   | 6   | 10  | 11  | 10   | 2    | 48     |
| Badminton             | Badminton             |      |      |      |      |      | ●    | ●    | ●    | ●   | 5   |     |     |     |     |     |     |     |      |      | 5      |
| Baseball              | Baseball              |      |      |      |      |      | ●    | ●    | ●    | ●   | ●   | ●   | 1   |     |     |     |     |     |      |      | 1      |
| Bowling               | Bowling               |      | ●    |      | 2    | ●    | ●    | 2    |      |     |     |     |     |     |     |     |     |     |      |      | 4      |
| Calcio                | Calcio                |      |      |      |      | ●    | ●    |      | ●    | ●   |     | ●   | ●   |     | ●   | ●   |     | 1   | 1    |      | 2      |
| Canoa                 | Slalom                |      |      |      |      |      |      |      |      |     | ●   | ●   | 6   |     |     |     |     |     |      |      | 6      |
| Canoa                 | Velocità              |      |      |      | 1    | 2    | 5    | 4    |      |     |     |     |     |     |     |     |     |     |      |      | 12     |
| Canottaggio           | Canottaggio           |      |      |      |      |      |      |      |      |     |     |     |     |     | ●   | ●   | 6   | 8   | 10   |      | 12     |
| Ciclismo              | BMX                   |      |      |      |      |      |      |      |      |     |     |     |     |     |     |     | ●   | 2   |      | 2    | 4      |
| Ciclismo              | Mountain bike         |      |      |      |      | 2    |      |      |      |     |     |     |     |     |     |     |     |     |      |      | 2      |
| Ciclismo              | Ciclismo su pista     |      |      |      |      |      |      |      |      | 3   | 2   | 2   | 5   |     |     |     |     |     |      |      | 12     |
| Ciclismo              | Ciclismo su strada    |      |      |      |      |      |      |      |      |     |     |     |     |     |     | 2   |     |     | 2    |      | 4      |
| Culturismo            | Culturismo            |      |      |      |      |      |      |      |      |     |     |     |     |     |     |     |     |     | 2    |      | 2      |
| Sport acquatici       |                       |      |      |      |      |      |      |      |      |     |     |     |     |     |     |     |     |     |      |      |        |
| Tuffi                 |                       |      |      |      |      |      |      |      | 2    | 2   | 2   | 2   | 2   |     |     |     |     |     |      | 10   |        |
| Nuoto sincronizzato   |                       |      |      |      |      | ●    |      | 2    |      |     |     |     |     |     |     |     |     |     |      | 2    |        |
| Nuoto                 |                       |      |      |      |      |      |      |      |      |     |     |     |     | 8   | 7   | 9   | 6   | 6   |      | 36   |        |
| Nuoto in acque libere |                       |      |      |      |      |      |      |      |      |     |     | 2   |     |     |     |     |     |     |      | 2    |        |
| Pallanuoto            |                       |      |      |      |      |      |      |      |      |     |     | ●   | ●   | ●   |     | ●   | ●   | 2   |      | 2    |        |
| Equitazione           | Dressage              |      |      |      |      | ●    | 1    |      | 1    |     |     |     |     |     |     |     |     |     |      |      | 2      |
| Equitazione           | Concorso completo     |      |      |      |      |      |      |      |      |     | ●   | ●   | 2   |     |     |     |     |     |      |      | 2      |
| Equitazione           | Salto                 |      |      |      |      |      |      |      |      |     |     |     |     |     | ●   | ●   |     | 2   |      |      | 2      |
| Ginnastica            |                       |      |      |      |      |      |      |      |      |     |     |     |     |     |     |     |     |     |      |      |        |
| Artistica             |                       |      |      | 3    | 2    | 2    | 3    | 3    |      |     |     |     |     |     |     |     |     |     |      | 13   |        |
| Ritmica               |                       |      |      |      |      |      |      |      |      | ●   | ●   | 3   | 3   |     |     |     |     |     |      | 6    |        |
| Trampolino            |                       |      |      |      |      |      |      |      |      |     |     | ●   | 2   |     |     |     |     |     |      | 2    |        |
| Golf                  | Golf                  |      |      |      |      |      |      |      |      |     |     |     |     |     |     |     | ●   | ●   | ●    | 3    | 3      |
| Hockey su prato       | Hockey su prato       |      |      |      |      |      | ●    | ●    | ●    | ●   | ●   | ●   | ●   | ●   |     | ●   | ●   | 1   | 1    |      | 2      |
| Judo                  | Judo                  |      |      |      |      |      |      |      |      |     |     |     |     |     |     |     | 3   | 3   | 4    | 4    | 14     |
| Karate                | Karate                |      |      |      |      |      |      |      |      |     |     |     |     |     |     |     |     | 4   | 5    | 5    | 14     |
| Lotta                 | Lotta                 |      |      |      |      |      |      |      |      |     |     |     |     |     |     | 5   | 4   | 5   | 4    |      | 18     |
| Pattinaggio a rotelle | Artistico             |      |      | ●    | 2    |      |      |      |      |     |     |     |     |     |     |     |     |     |      |      | 4      |
| Pattinaggio a rotelle | Velocità              |      |      |      |      |      |      |      |      |     |     |     |     |     |     |     |     | 2   | 4    |      | 6      |
| Palla basca           | Palla basca           |      |      |      |      |      |      |      |      |     |     |     | ●   | ●   | ●   | ●   | ●   | ●   | 10   |      | 10     |
| Pallacanestro         | Pallacanestro         |      |      |      | ●    | ●    | 2    |      | ●    | ●   | ●   | ●   | 1   |     | ●   | ●   | ●   | ●   | 1    |      | 4      |
| Pallamano             | Pallamano             | ●    | ●    |      | ●    |      | ●    | 1    | ●    | ●   | ●   |     | ●   | 1   |     |     |     |     |      |      | 2      |
| Pallavolo             | Pallavolo             |      |      |      |      |      |      |      | ●    | ●   | ●   | ●   | 1   |     |     | ●   | ●   | ●   | ●    | 1    | 2      |
| Pallavolo             | Beach volley          | ●    | ●    | ●    | ●    | ●    | ●    | 2    |      |     |     |     |     |     |     |     |     |     |      |      | 2      |
| Pentathlon moderno    | Pentathlon moderno    |      |      | 2    | 4    | 4    | 8    | 5    |      |     |     |     |     |     |     |     |     |     |      |      | 23     |
| Pugilato              | Pugilato              |      |      |      | ●    | ●    | ●    | ●    |      | 7   | 8   |     |     |     |     |     |     |     |      |      | 15     |
| Racquetball           | Racquetball           |      |      |      |      |      |      |      |      |     | ●   | ●   | ●   | ●   | ●   | 4   | ●   | ●   | 2    | 6    | 24     |
| Rugby a 7             | Rugby a 7             |      |      | ●    | ●    | 2    |      |      |      |     |     |     |     |     |     |     |     |     |      |      | 2      |
| Scherma               | Scherma               |      |      |      |      |      |      |      |      |     |     |     |     | 2   | 2   | 2   | 2   | 2   | 2    |      | 12     |
| Sci nautico           | Sci nautico           |      |      |      | ●    | ●    | 7    | 7    |      |     |     |     |     |     |     |     |     |     |      |      | 14     |
| Softball              | Softball              |      | ●    |      | ●    | ●    | ●    | ●    | ●    | 1   |     |     | ●   | ●   | ●   | ●   | ●   | ●   | 1    |      | 2      |
| Sollevamento pesi     | Sollevamento pesi     |      |      |      | 3    | 4    | 4    | 3    |      |     |     |     |     |     |     |     |     |     |      |      | 14     |
| Squash                | Squash                |      | ●    | ●    | 2    | 3    | ●    | ●    | 2    |     |     |     |     |     |     |     |     |     |      |      | 7      |
| Surf                  | Surf                  |      |      |      |      |      |      | ●    | ●    | ●   | ●   | ●   | 8   |     |     |     |     |     |      |      | 8      |
| Taekwondo             | Taekwondo             |      |      |      | 4    | 4    | 4    |      |      |     |     |     |     |     |     |     |     |     |      |      | 12     |
| Tennis                | Tennis                |      |      |      |      |      | ●    | ●    | ●    | ●   | ●   | 3   | 2   |     |     |     |     |     |      |      | 5      |
| Tennistavolo          | Tennistavolo          |      |      |      |      |      |      |      |      |     |     |     | ●   | 1   | 2   | 2   | ●   | ●   | 2    |      | 7      |
| Tiro con l'arco       | Tiro con l'arco       |      |      |      |      |      |      |      |      |     |     |     |     |     |     | ●   | ●   | ●   | 3    | 5    | 8      |
| Tiro                  | Tiro                  |      |      |      | 1    | 2    | 2    | 2    | 1    | 2   | 2   | 3   |     |     |     |     |     |     |      |      | 15     |
| Triathlon             | Triathlon             |      |      |      | 2    |      | 1    |      |      |     |     |     |     |     |     |     |     |     |      |      | 3      |
| Vela                  | Vela                  |      |      |      |      |      |      |      |      |     |     | ●   | ●   | ●   | ●   | ●   | ●   | 7   | 4    |      | 2      |
| Totale medaglie d'oro | Totale medaglie d'oro | -    | -    | 2    | 26   | 25   | 36   | 29   | 9    | 15  | 19  | 10  | 35  | 11  | 17  | 28  | 34  | 54  | 76   | 22   | 448    |

## Medagliere
Classifica dei primi dieci paesi in medaglie d'oro. Per altri, vedere la voce principale.
     Paese ospitante
| Posiz. | Nazione         | Oro | Argento | Bronzo | Totale |
| ------ | --------------- | --- | ------- | ------ | ------ |
| 1      | Stati Uniti     | 120 | 88      | 85     | 293    |
| 2      | Brasile         | 55  | 45      | 71     | 171    |
| 3      | Messico         | 37  | 36      | 63     | 136    |
| 4      | Canada          | 35  | 64      | 53     | 152    |
| 5      | Cuba            | 33  | 27      | 38     | 98     |
| 6      | Argentina       | 32  | 35      | 34     | 101    |
| 7      | Colombia        | 28  | 23      | 33     | 84     |
| 8      | Cile            | 13  | 19      | 18     | 50     |
| 9      | Perù            | 11  | 7       | 21     | 39     |
| 10     | Rep. Dominicana | 10  | 13      | 17     | 40     |